# Thilo Spahl
Thilo Spahl (geboren 1966) ist ein deutscher Psychologe, freier Wissenschaftsautor und Journalist.
Er veröffentlichte unter anderem bei Brand eins, Welt,  Financial Times Deutschland, Focus, Spiked, The European, Achse des Guten und Novo Argumente. Seine Schwerpunkte sind Medizin, Biotechnologie, Energie und Umwelt. Zwei seiner Bücher standen auf der Spiegel-Bestsellerliste und wurden in mehrere Sprachen übersetzt. Das Buch Die Steinzeit steckt uns in den Knochen: Gesundheit als Erbe der Evolution von Thilo Spahl, Detlev Ganten und Thomas Deichmann wurde als Wissensbuch des Jahres 2010 ausgezeichnet.
Spahl lebt in Berlin.

## Auszeichnungen
- Wissensbuch des Jahres 2010 für Die Steinzeit steckt uns in den Knochen: Gesundheit als Erbe der Evolution von Detlev Ganten, Thilo Spahl und Thomas Deichmann.

## Bücher
- Sag, was Du denkst!: Meinungsfreiheit in Zeiten der Cancel Culture (Hrsg.), Novo Argumente Verlag, 2021, ISBN 978-3944610818.
- Schluss mit der Klimakrise: Problemlösung statt Katastrophenbeschwörung (Hrsg.), Novo Argumente Verlag, 2020, ISBN 978-3-944-61069-6
- Experimente statt Experten: Plädoyer für eine Wiederbelebung der Demokratie (mit anderen), Novo Argumente Verlag, 2019, ISBN 978-3-944-61057-3.
- In 80 Minuten um die Welt: Beiträge zur Zukunft der Mobilität (Hrsg.), Novo Argumente Verlag, 2018, ISBN 978-3-944-61049-8.
- Die Steinzeit steckt uns in den Knochen: Gesundheit als Erbe der Evolution (mit Detlev Ganten und Thomas Deichmann), Piper, 2011, ISBN 978-3-492-26398-6.
- Leben, Natur, Wissenschaft: Alles, was man wissen muß (mit Detlev Ganten und Thomas Deichmann), Eichborn, 2003, ISBN 978-3-821-83981-3. (FAZ-Rezension)
- Das populäre Lexikon der Gentechnik: Überraschende Fakten von Allergie über Killerkartoffeln bis Zelltherapie (mit Thomas Deichmann), Eichborn, 2001, ISBN 978-3-821-81697-5.
- Das Wichtigste über Natur & Technik (mit Thomas Deichmann), dtv, 2006, ISBN 978-3-423-34363-3.
- Das Wichtigste über Mensch & Gesundheit (mit Thomas Deichmann), dtv, 2006, ISBN 978-3-423-34362-6.
- Gesundheitsstandort Berlin-Brandenburg (mit anderen), Kulturbuch Verlag, 2012, ISBN 978-3-889-61335-6.